# Osservatorio astrofisico di Şamaxı
L'Osservatorio astrofisico di Şamaxı in (azero: Şamaxı Astrofizika Rəsədxanası) è un osservatorio astronomico condotto e gestito dall'Accademia Nazionale delle scienze dell'Azerbaigian.
Si trova a 22 km a nord-ovest di Şamaxı, sulle pendici delle montagne del Gran Caucaso a 1 435 m s.l.m., nel Distretto di Şamaxı in Azerbaigian. È stato aperto il 13 gennaio 1960.

## Storia
Nel corso della sua storia, iniziata nel 1958 con la fondazione da parte di Yusif Mammadaliyev, l'osservatorio ha compiuto diverse scoperte scientifiche di rilievo, fra cui l'individuazione di meteore, asteroidi e altri oggetti celesti. L'osservatorio fu utilizzato per misurare la polarizzazione della luce della cometa 6P/d'Arrest durante il periodo sovietico.  Le osservazioni con lo strumento principale – un telescopio riflettore di 2 metri prodotto in Germania – sono iniziate nel 1966: a quel tempo era il più grande telescopio del Caucaso meridionale.
Nel 1991, il nome dell'osservatorio fu dedicato alla memoria di Nasir al-Din al-Tusi, matematico, fisico e astronomo del medioevo.
Nel settembre 2008 l'osservatorio è stato sottoposto a importanti ristrutturazioni.

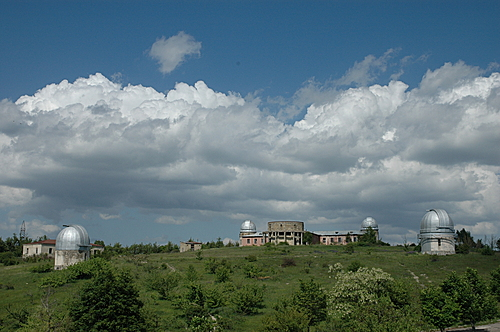
Il sito osservativo

## Telescopi
L'Osservatorio astrofisico di Şamaxı ha quattro telescopi. Il telescopio principale dell'osservatorio è un telescopio riflettore di tipo Carl Zeiss da 2,0 metri, costruito nel 1966, sono inoltre in dotazione due telescopi riflettori Cassegrain da 70 cm e 60 cm e un telescopio catadiottrico da 35 cm.